# 蠢く密林
蠢く密林（うごめくみつりん、原題：英: Than Curse The Darkness）は、アメリカ合衆国の小説家デヴィッド・ドレイクが1980年に発表した短編ホラー小説。クトゥルフ神話の一つ。

## 概要
アーカムハウスの1980年刊行書籍『新編・クトゥルー神話作品集 New Tales of Cthulhu Mythos』に収録された短編。日本では1983年の『真ク・リトル・リトル神話大系6 vol.2』に収録。アメリカにて『New』に発表してからわずか数年で日本の『真ク』に収録されている、幾つかの作品の一つである。
本作はレオポルド王統治下のコンゴ自由国を舞台としており、人類のために邪神アフトゥと戦うアリス夫人、侵略者ベルギー軍、邪神を拝み圧政に抗う現地人の3勢力が登場する。
真ク単行本巻末の解題では「リアルで重苦しい雰囲気」「神話部分よりも殺戮場面の描写がやたら生々しい」と解説したうえで、（作者の）「ベトナム戦争での体験を反映しているようだ」と付け加えている。ドレイクには戦場体験をもとにした軍隊SF作品が多数ある。
東雅夫は『クトゥルー神話辞典』にて「圧政者たる人間たちの残虐ぶりと旧支配者の脅威を対比して描きだした異色作」「貴婦人と邪神という意表を突く対決シーンも迫力満点」と解説している。
邦訳題の『蠢く密林』は、触手をうねらす邪神アフトゥ＝ナイアーラトテップの形容である。アフトゥ（アトゥ）は、ナイアーラトテップの異名・化身体としては後発にあたるが、TRPGの第5版（日本語1993年版）で採用されたことで、知名度がある。

## あらすじ
19世紀、レオポルド王統治下のコンゴ自由国の密林地帯では、白人による搾取と虐殺が行われていた。原住民たちは新しい神「アフトゥ」のカルトを起こし、己の手足や目、耳など捧げて縋る。彼らは反乱を起こし、もう白人にゴムを渡すことはなく、神が現れて全てを食いつくすと主張する。
世界の危機を察したイギリスのアリス夫人は、護衛役のスパロウを連れて、レオポルド王の署名で正式に現地入りし、トロ―ヴィル大佐率いるベルギー軍人たちと合流する。外道軍人たちは反乱者たちを虐殺して反乱を鎮圧し、アリス夫人は術式でアフトゥを撃退する。
アリス夫人は、あくまで一時的な足止めでしかなく、数百年もすれば戻ってくるだろうと述べる。また夫人は、真っ先に自分達を滅ぼしたかもしれない邪神に身を捧げた原住民たちの考えを、理解できないとこぼす。それを聞いたスパロウは、彼らを悪にしたから相対的に自分達が善玉にいるだけにすぎないと、シニカルに笑う。原住民たちに救いはなく、虐殺は続く。

## 主な登場人物
- アリス・キルリア夫人 - アイルランド生まれの英国貴婦人。禁断の知識の追求に生涯を捧げた。丸腰に魔術書だけを持ってコンゴを訪れる。
- スパロウ - アリス夫人の召使・護衛役を務める小柄なアメリカ人。45口径大型リボルバーを二丁拳銃で用いるガンマン。[注 1]
- ジョン - アリス夫人の秘書。夫人のコンゴ行きには同行しない。
- トロ―ヴィル大佐 - ベルギー人将校。コンゴでは自分達こそ神だと、傲慢に振る舞う。
- オスターマン軍曹 - ベルギー軍人。大柄で浅黒く、顔には傷跡がある。
- ド＝ブリニ船長 - ベルギー軍人。金髪。外見は柔和に見えるが、冷酷。
- バロコ - 食人族ベインガの男。現地人の傭兵。外道。アフトゥを恐れている。
- 「アフトゥ」 - 蠢く密林の姿をした神。1200年前の文献には「ナイアーラトテップ」として記される。放置すると全てを食い尽くして世界そのものと化し、惑星を覆いつくして乗っ取るだろうと危険視される。

## 関連作品
- 足のない男（ドナルド・ワンドレイ） - ベルギー領コンゴを舞台としたクトゥルフ神話。

## 収録
- 『真ク・リトル・リトル神話大系6 vol.2』国書刊行会、遠藤勘也訳
- 『新編真ク・リトル・リトル神話大系7』国書刊行会、遠藤勘也訳